# Behind the Iron Curtain
 (novembre 2023).
Si vous disposez d'ouvrages ou d'articles de référence ou si vous connaissez des sites web de qualité traitant du thème abordé ici, merci de compléter l'article en donnant les références utiles à sa vérifiabilité et en les liant à la section « Notes et références ».
Behind the Iron Curtain est une video du groupe de heavy metal traditionnel britannique Iron Maiden d'une trentaine de minutes publiée en 1984.
Le titre joue sur l'analogie entre Iron Maiden (la Vierge de fer) et Iron Curtain (le Rideau de fer), le groupe étant filmé en tournée en Europe de l'Est, notamment en Pologne au début du World Slavery Tour, tournée de promotion de l'album Powerslave.
La video intercale des images de la tournée (sortie du bus, visites...) entre deux clips, des images de concert et des films russes.

## Liste des morceaux
1. 2 Minutes to Midnight
2. Aces High
3. Hallowed Be Thy Name (live)
4. Run to the Hills (live)